# Denny Island
Ne doit pas être confondu avec Denny Island (Canada).
Denny Island est une île du pays de Galles située dans l'estuaire de la Severn, dans le Monmouthshire.
Elle se trouve à environ cinq kilomètres (trois miles) au nord de Portishead.

## Faune et flore

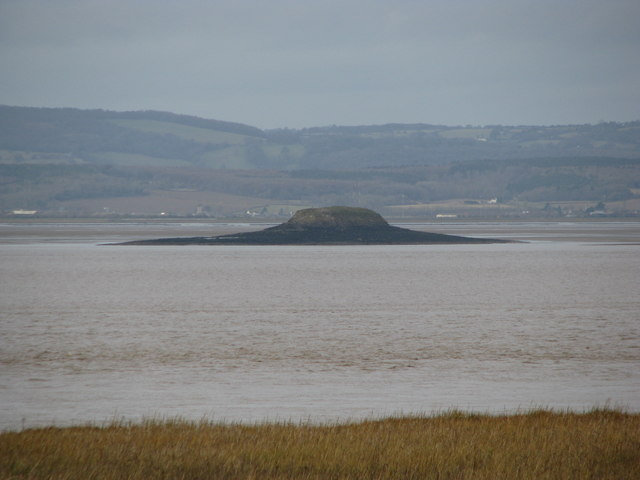
Vue de l'île depuis Portishead.

L'île, entourée de bancs de sable connus sous le nom de « Welsh Grounds », est un lieu de nidification pour les goélands, les cormorans et autres oiseaux de mer.
Sa zone intertidale change radicalement selon l'état de la marée car les marées dans l'estuaire et le canal de Bristol sont parmi plus hautes au monde atteignant plus de treize mètres à l'équinoxe de printemps.

## Histoire
L'île est mentionnée sous le nom de Dunye dans la charte enregistrant la création du comté de Bristol en 1373.